# Die Legende von Paul und Paula
Die Legende von Paul und Paula (Legenden om Paul och Paula) är en östtysk film från 1973. Den är en av den östtyska filmens största framgångar. Manuset skrevs av Ulrich Plenzdorf.

## Rollista
| Angelica Domröse        | – Paula                         |
| Winfried Glatzeder      | – Paul                          |
| Heidemarie Wenzel       | – Die Schöne                    |
| Fred Delmare            | – Reifen-Saft                   |
| Rolf Ludwig             | – Professor                     |
| Käthe Reichel           | – Frau des Schießbudenbesitzers |
| Hans Hardt-Hardtloff    | – Schießbudenbesitzer           |
| Frank Schenk            | – Kollege Schmidt               |
| Dietmar Richter-Reinick | – Kumpel                        |
| Eva-Maria Hagen         | – Die Blonde                    |
| Jürgen Frohriep         | – Martin                        |
| Christian Steyer        | – Colli                         |
| Willi Schrade           | – Liebhaber der Schönen         |
| Peter Gotthardt         | – Musikerkollege                |
| Marga Legal             | – Nachbarin                     |

## Om filmen
Filmen slutade visas i DDR sedan de två huvudrollsinnehavarna flytt till väst. En kult kring filmen kom att växa sig stark då den endast visades ute på landet och i småorter. Under 1990-talet fick filmen en renässans och fick nypremiär. En av filmens klassiska scener utspelar sig vid Rummelsburger See i centrala Berlin, och idag bär en fyra kilometer lång sträcka där namnet Paul-und-Paula-Ufer. 
Filmens musik gjordes huvudsakligen av rockgruppen Puhdys.